# Dancsó József (politikus)
 Dancsó József (Orosháza, 1969. november 17. –) magyar politikus, fideszes országgyűlési képviselő (1998-2014), a parlament számvevőszéki bizottságának tagja, Orosháza polgármestere (2010–2014), a Magyar Államkincstár elnöke (2014. február – 2017. november) , Magyar Export-Import Bank Zrt. operációs vezérigazgató-helyettese (2018. február –) .

## Tanulmányai
Az orosházi Táncsics Mihály Gimnázium és Ipari Szakközépiskolában érettségizett 1988-ban. 1993-ban közgazdász diplomát szerzett a Budapesti Közgazdaságtudományi Egyetem pénzügyi-áruforgalmi szakán. 1995-ben egyetemi doktori címet szerzett.

## Pályafutása
Az egyetem befejezése után, az 1990-es évek elejétől a pénzvilágban kezdte pályáját. A Konzumbankban, majd a Kereskedelmi és Hitelbank orosházi és szarvasi fiókjában dolgozott, majd az OTP dél-alföldi régióját irányította. Csányi Sándor OTP-elnök tanácsadója lett.
1994 őszén lépett be a Fidesz orosházi szervezetébe, ugyanabban az évben alelnökké választották. 1996-1999 között pártja Békés megyei választmányának alelnöke, 2003-2004-ben az orosházi választókerület elnöke volt.
Az 1994. december 11-én lezajlott önkormányzati választásokon bekerült a városi képviselő-testületbe. Az 1998-ban, majd a 2002-es országgyűlési választáson ismét a Békés megyei területi listáról szerezte mandátumát. A 2002-es önkormányzati választáson másodszor is bekerült az orosházi képviselő-testületbe, 2006-tól alpolgármester, 2010-től Orosháza polgármestere. A 2006-os országgyűlési választáson a megyei listáról, 2010-ben Orosháza választókerületéből került be a parlamentbe.
Országgyűlési képviselőként jellemzően számvivőszéki, költségvetési, pénzügyi bizottságok tagja volt. 2004. áprilistól októberig az M5-ös autópálya megvásárlását és továbbépítését vizsgáló testület tagja,  a 2010–2014-es ciklusban a 2002-2010 közötti államadósság-növekedés okait vizsgáló albizottság elnöke, az Állami Számvevőszék elnökét és alelnökeit jelölő eseti bizottság elnöke.
A Continental dohánycég felügyelőbizottsági tagja.
2014. február 1-jétől a Magyar Államkincstár elnöke, az összeférhetetlenség miatt ugyanezen hatállyal lemondott országgyűlési képviselői és  polgármesteri tisztségeiről. Parlamenti helye a 2014-es választásokig üresen marad, a polgármesteri széket Zalai Mihály alpolgármester vette át.
A Corvinus Egyetemen banküzemtant oktat, címzetes egyetemi tanár.

## Magánélete
Nős. Két gyermek édesapja.